# Rhyacophilidae
Rhyacophilidae là một họ côn trùng trong bộ Cánh lông. Ấu trùng của họ này sống tự do và hầu hết các loài là săn mồi. Chi lớn nhất là Rhyacophila với gần 500 loài phân bố ở phía bắc Bán cầu.

## Hình ảnh

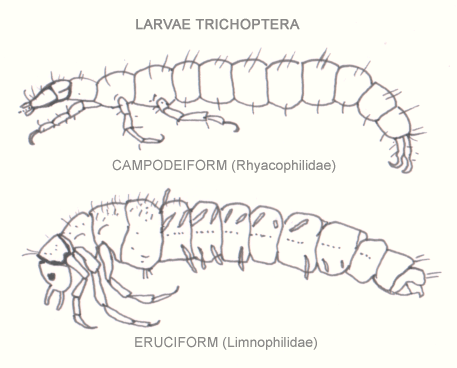
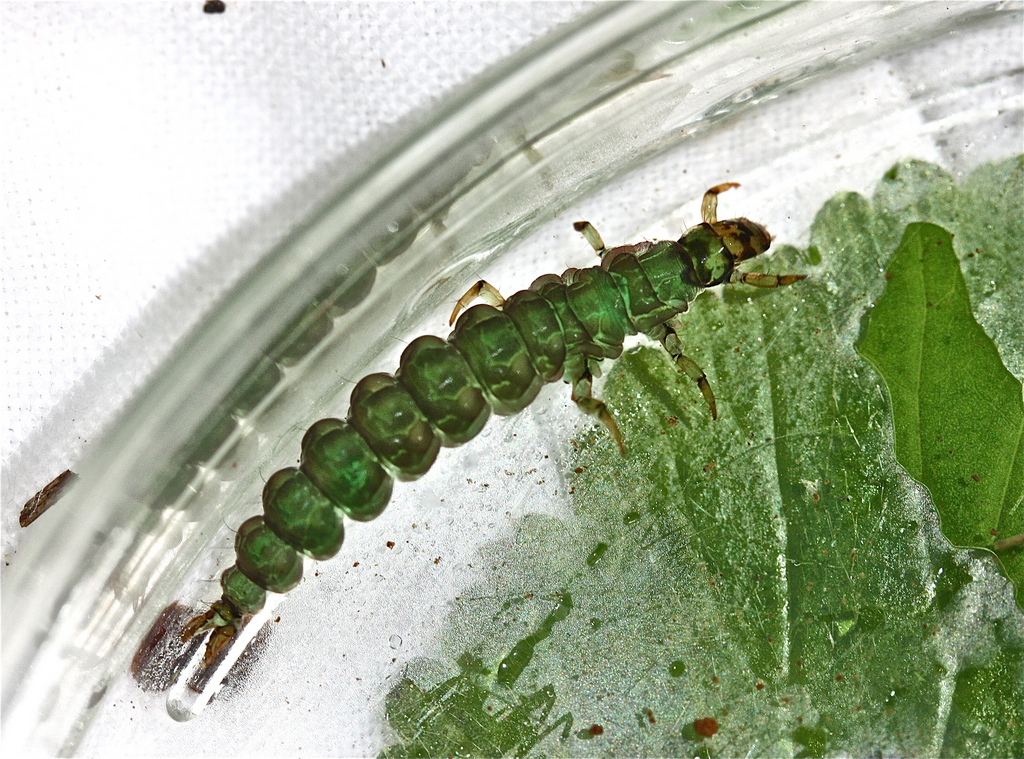